# Palmanova (Baleares)
Palmanova es una localidad turística perteneciente al municipio español de Calviá, en Mallorca, la mayor de las Islas Baleares. Cuenta con tres playas (Es Carregador, Na Nadala y Son Matías) de aproximadamente 50 metros de ancho, y también con un pequeño puerto deportivo. Se trata de un complejo turístico caracterizado por símbolos británicos, donde se pueden degustar las comidas más típicas y también las principales bebidas del Reino Unido. Es también una de las localidades que forman parte del entramado del paseo Calviá, un paseo peatonal conocido localmente como el «pulmón verde» del municipio. Es colindante con el complejo turístico de Magaluf al oeste y con la zona residencial de Son Caliú (antiguo nombre del lugar) al este, para después unirse al complejo turístico Portals Nous, donde también se encuentra el prestigioso Puerto Portals, una marina con más de 600 amarres donde suele reunirse parte de la jetset de Mallorca.
Palmanova nació como complejo residencial en 1934, en un proyecto que pretendía construir una ciudad jardín, y de este modo consistió en la primera urbanización que se construyó en el municipio, así como en una de las primeras de Mallorca. En 2009 estaba considerada como una de las zonas turísticas más relevantes de la isla, así como una de las más carismáticas de la costa mallorquina. Se encuentra a catorce kilómetros de Palma, la capital, y ofrece una importante variedad de restaurantes y lugares de ocio. El paseo marítimo, junto a sus playas, invita al descanso y al paseo entre arboledas, zonas verdes y bulevares. La playa central, Na Nadala, por su calidad y servicios, fue galardonada con la Q de Calidad. Al contrario de su localidad vecina, Magaluf, que es un complejo turístico predominantemente visitado por jóvenes buscando diversión nocturna, Palmanova es un complejo que atrae a gente mayor y con familia.
Uno de sus hitos más recordados viene por la historia de la reconquista, cuando días después del desembarco de Jaime I en Mallorca, entre escenas de dolor, enterraron provisionalmente a los Montcada, caballeros nobles de la casa de Bearne (antigua provincia francesa situada al pie de los Pirineos), que habían muerto en combate en una escaramuza que tuvo lugar en la sierra de Na Burguesa, situada entre esta localidad y Palma, la capital de la isla. El velatorio se celebró a la entrada de Palmanova, cerca de la rotonda de Cala Figuera, a un kilómetro de la ermita de la piedra sagrada, junto a un pino que se conservó hasta 1914 y que era conocido popularmente como «El pino de los Montcada». Ya a finales de la década de 1990, un grupo de poetas catalanes y del sur de Francia construyeron junto al pino un cenotafio, con zócalo de piedra de Santañí, con una gran cruz de estilo gótico, en cuyo centro están esculpidas las barras aragonesas, conocido como cruz de los Montcada. Una de las caras del zócalo lleva el escudo de armas de la casa de Montcada, y la otra las fechas conmemorativas. Esta expedición fue organizada y llevada a cabo por el prestigioso literato canónigo Colell, y además, participó también en la misma el poeta y sacerdote Jacinto Verdaguer. El monumento se encuentra situado en el entramado del Paseo Calviá.

## Historia

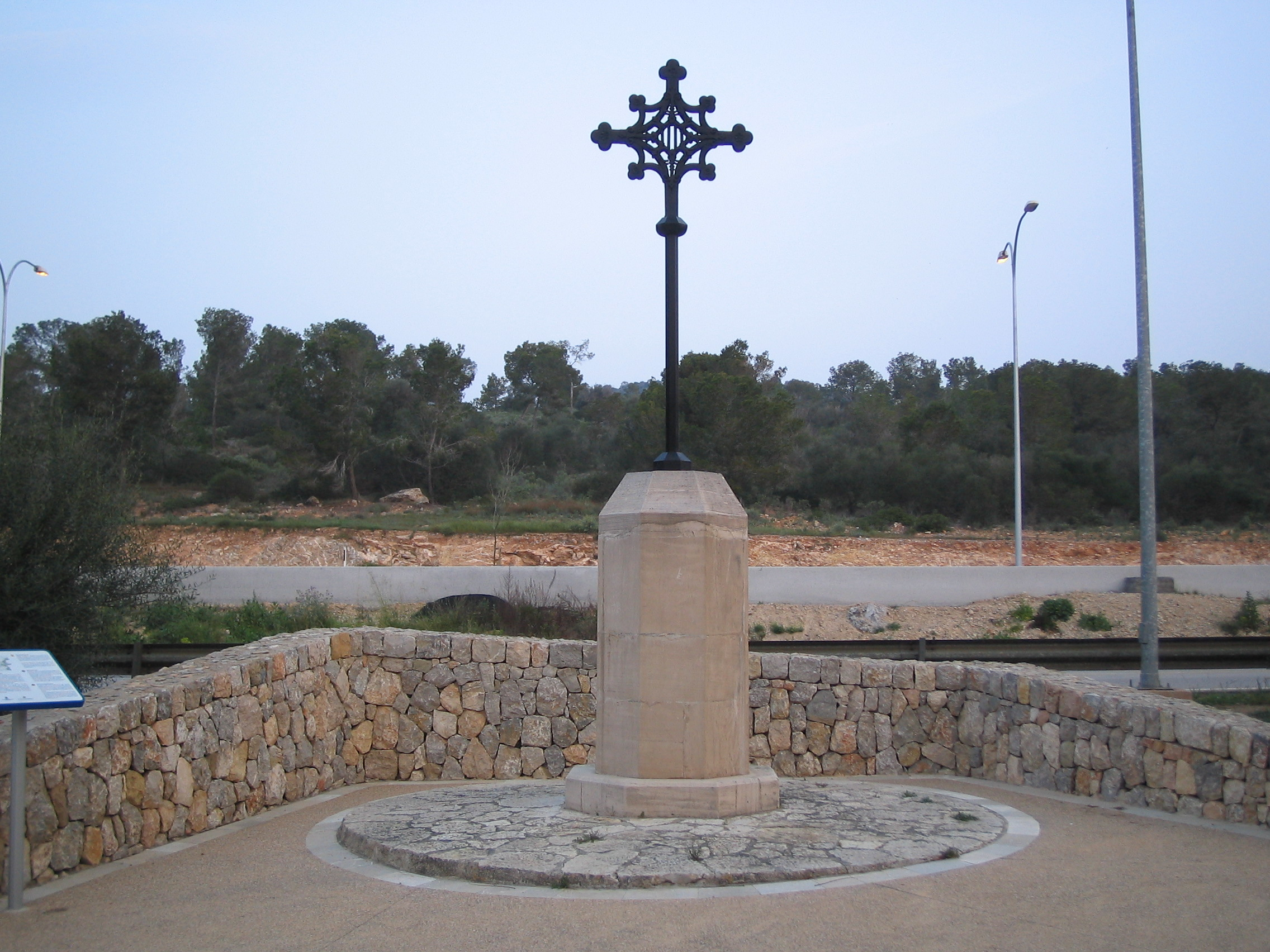
Cenotafio en el lugar donde se veló a los caballeros Guillermo y Ramón Montcada antes de partir para ser enterrados en Barcelona; Cruz de los Montcada. Hoy día forma parte del entramado del Paseo Calviá. Anteriormente, a este lugar se lo conocía por El pino de los Montcada.

El verdadero despertar turístico de Mallorca ocurrió en 1925, tras la reforma del puerto marítimo de la capital, Palma, cuando comenzaron a llegar nuevos cruceros vacacionales que incrementaron el número de turistas, de modo que, una de las más importantes familias comerciantes de Puerto Rico, Lorenzo Roses Borrás y su hijo Lorenzo Roses Bermejo, decidieron adquirir las fincas de Son Caliu y Ses Planes con la intención de crear un nuevo espacio turístico. Con este propósito, contrataron al arquitecto Josep Goday i Casals, que fue quien diseñó la urbanización con una extensión de 40,8 hectáreas, al estilo de las primeras ciudades jardín turísticas mediterráneas. El proyecto fue aprobado por el ayuntamiento el 3 de octubre de 1935.

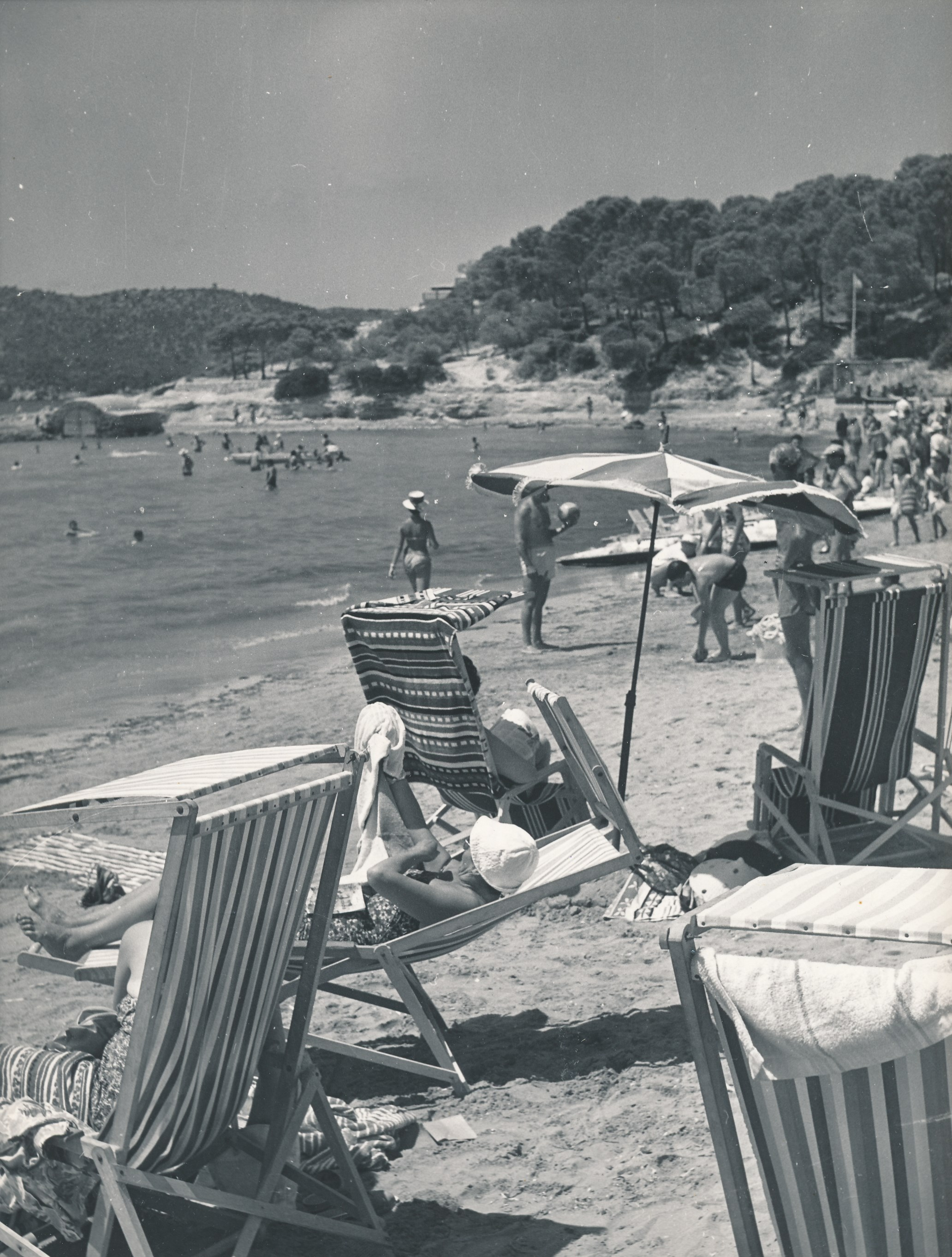
Palmanova en 1960, antes de la destrucción del litoral, en el proceso conocido como balearización.

Sin embargo, poco después, durante la guerra civil, los trabajos de construcción de la urbanización quedaron estancados, hasta que finalmente, ya en la década de 1970, se retomó con distinto concepto al original, cambiando el nombre de Son Caliu por el de Palmanova. En 1975 ya contaba con más de veinte establecimientos hoteleros. 
El éxito que generó Palmanova propició su ampliación hasta la zona conocida como Punta de Sa Porrassa, sitio residencial denominado Torrenova, siguiendo las pautas de ordenación originales, y adaptando el trazado de calles al terreno. Los primeros hoteles en aparecer fueron el Hotel Playa de Palmanova, frente a la galería Kompas, en 1957, derruido a finales de los años 1980, y dos años después el Hotel Moroco, y ya en 1960, en Torrenova, el Hotel Hawaii. Los criterios que se usaron para construir una urbanización en el lugar consistieron en tres principios básicos; el paisaje, el imaginario, y la accesibilidad, así como una playa con unas características excepcionales. Además, debido a esto, ya consistía en un lugar frecuentado los fines de semana, y por ello ya se habían construido unas casetas para usarse como aseos públicos antes de comenzar con la urbanización.

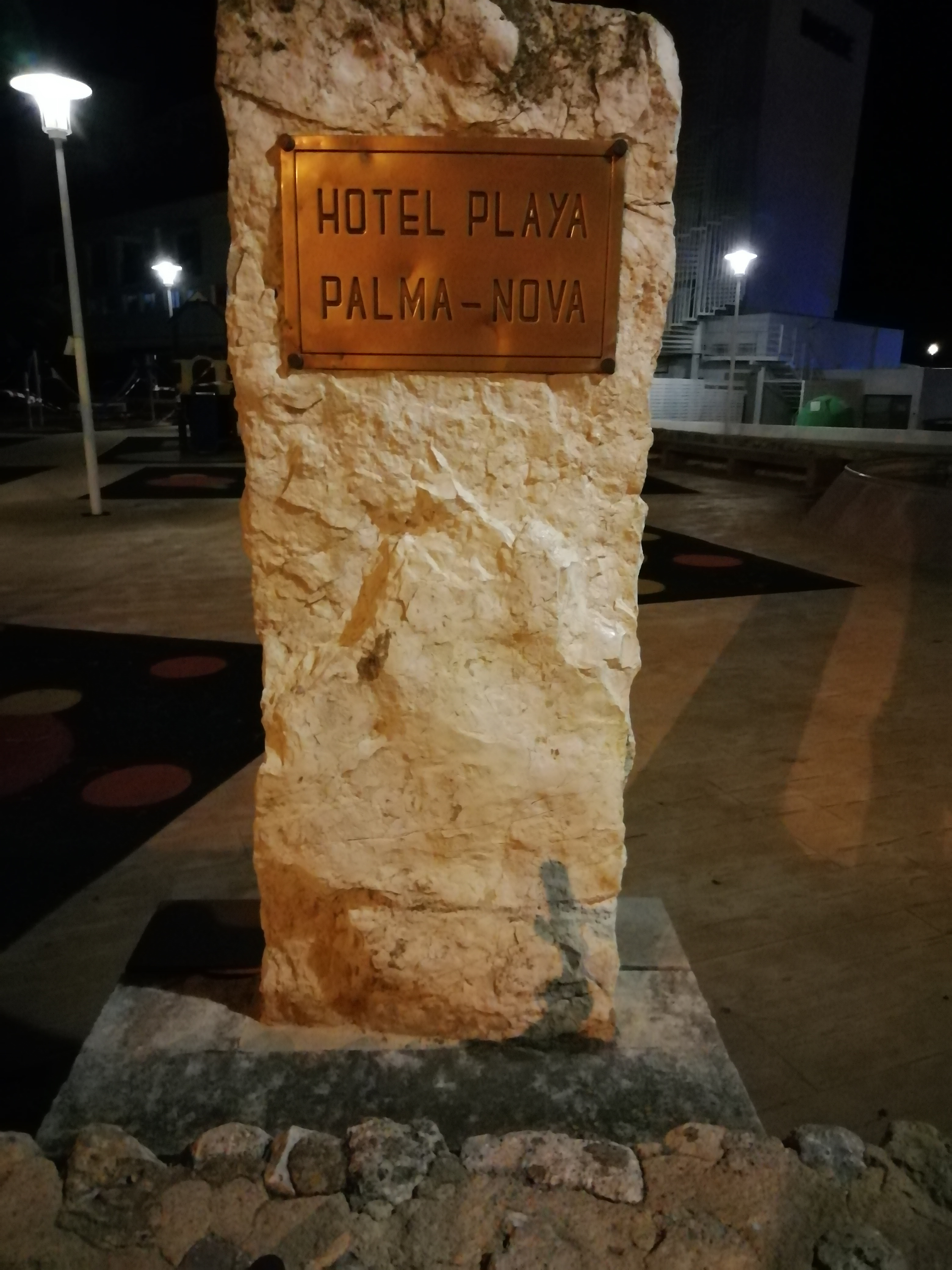
Placa conmemorativa al lugar donde se construyó el primer hotel de la localidad, el Hotel Playa de Palmanova, en 1957.

Uno de sus más emblemáticos hoteles consiste en el hotel homónimo, Son Caliú, cuyo constructor, Klaus Graf, un empresario alemán de la industria del acero, navegando por la isla en los años 1960 en busca de un puerto deportivo, pensó que ese sitio era ideal para construir un complejo náutico y de ocio.
Otro de sus lugares más emblemáticos consiste en la galería Kompas, ya que además del hostal que contiene, antaño consistió en la principal parada de taxis de Palmanova. En 1961, sobre la playa, se construyó el novedoso Hotel Cala Blanca Palmanova, diseñado por el afamado arquitecto Francesc Mitjans, el cual acentuó la interacción del edificio con el paisaje. Todavía pervive en 2020.

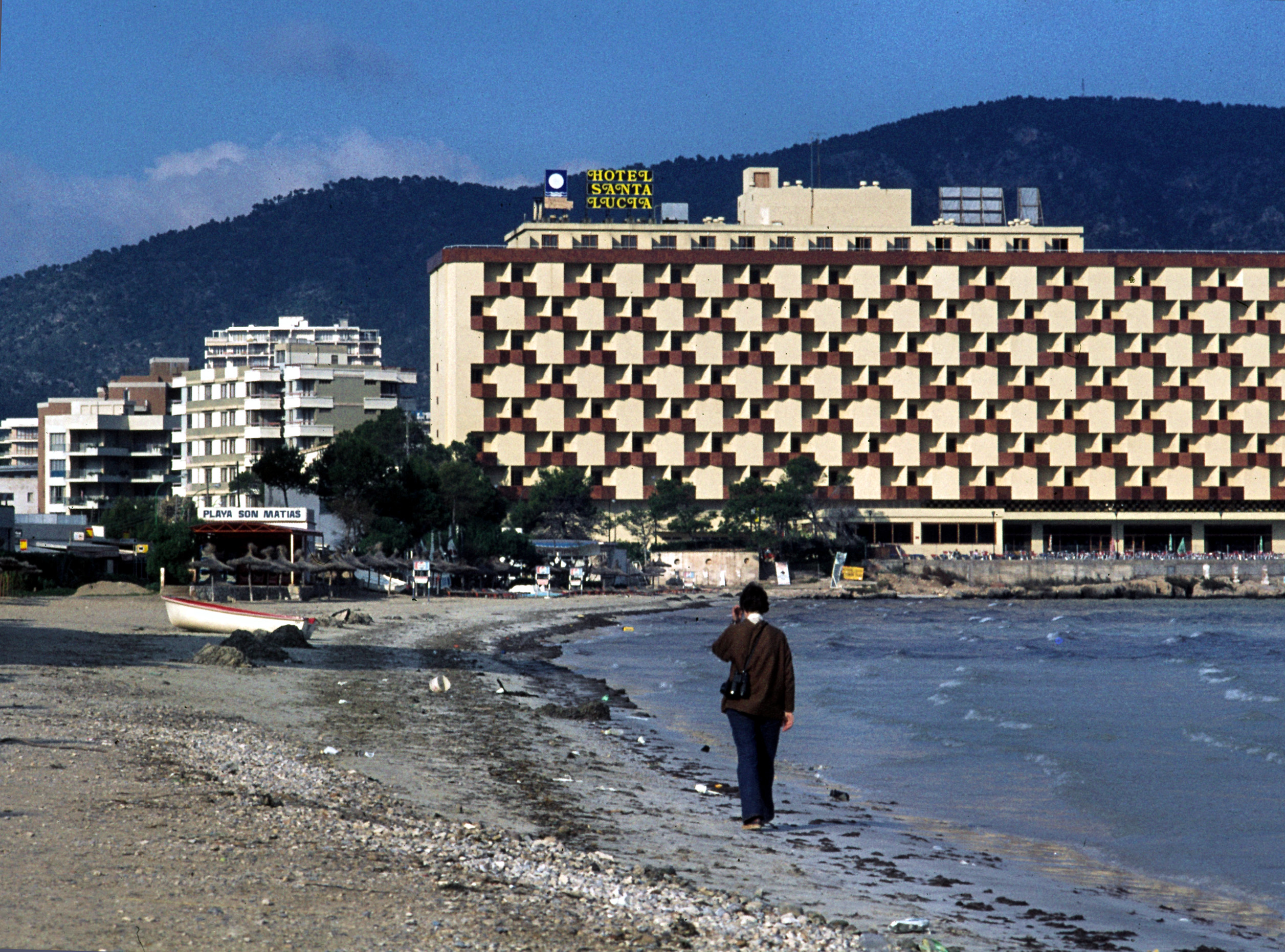
Hotel Santa Lucía en 1975

Unos años después, en 1970, Gabriel Escarrer i Juliá fundó su cadena de hoteles, que llegó a ser la más importante de la isla, y algo después, ya en 1975, se construyó la autopista desde Palma a Palmanova, abriendo una nueva y más rápida vía al turismo. En 2009 continuaba siendo uno de los destinos elegidos en las promociones de vacaciones por los touroperadores.
El 30 de julio de 2009, la localidad sufrió un atentado terrorista por parte de la banda armada ETA. Utilizaron dos coches bomba de los cuales sólo uno llegó a explotar, ocasionando la muerte de dos guardias civiles, Diego Salvá Lezaun, de 27 años, y Carlos Sáenz de Tejada García, de 28 años, junto al cuartel, mediante la colocación de una bomba lapa en su vehículo policial.

## Atracciones

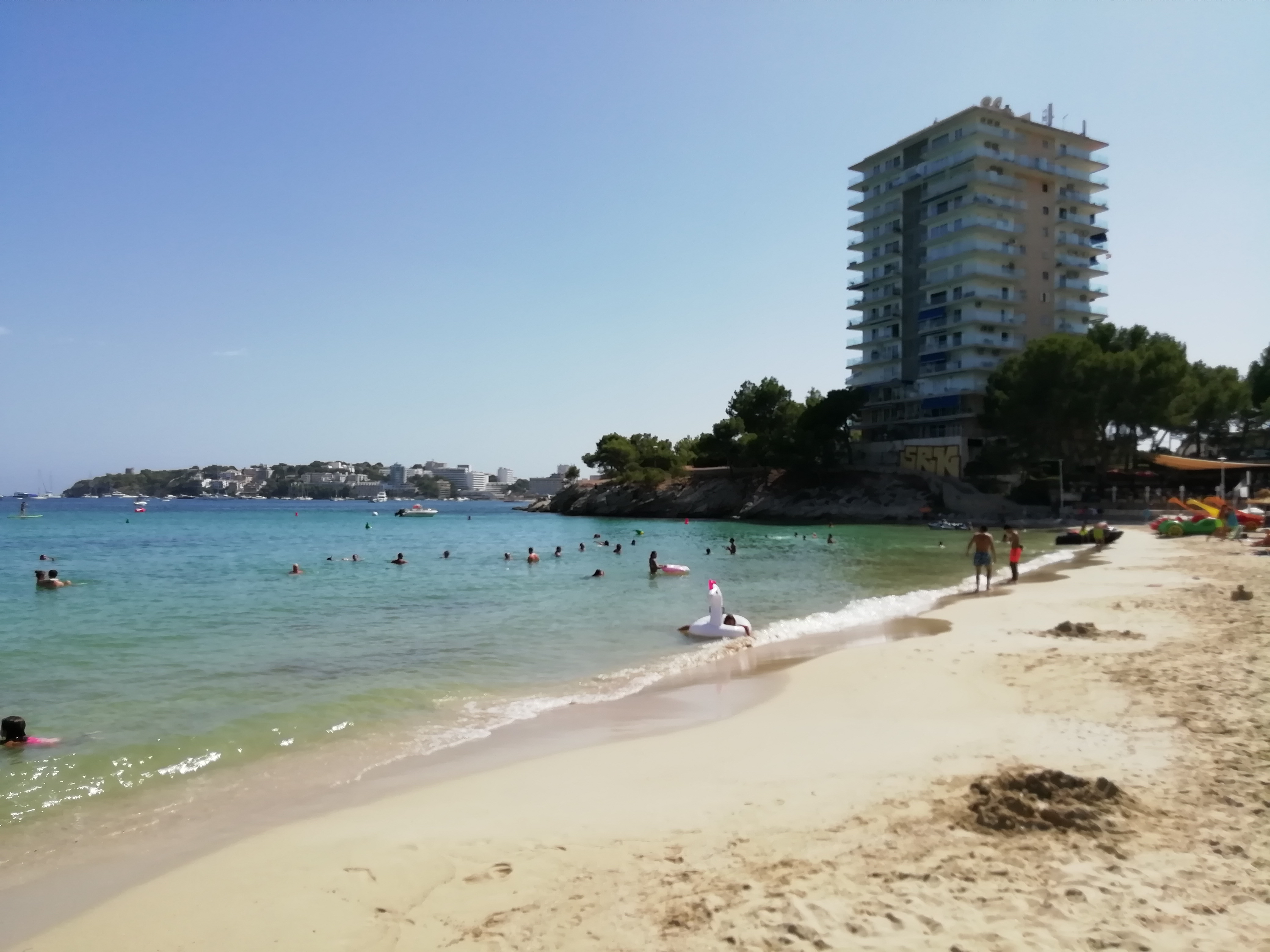
Playa de Palmanova conocida como Es Carregador, o Porto Novo, la que se encuentra junto al Restaurante Ciro's.

Una de sus atracciones consiste en el Golf Fantasia, un minigolf que ofrece a elegir entre tres pistas de estilo tropical, con cataratas y montañas artificiales, apto para todas la edades y públicos.
También posee excursiones en barco con fondo de cristal, en el cual durante dos horas realiza un recorrido a lo largo de la bahía de Palmanova, pasando por Magaluf y llegando a visitar hasta la zona de Cala Viñas y la cala de Portals Vells.

## Fauna y flora

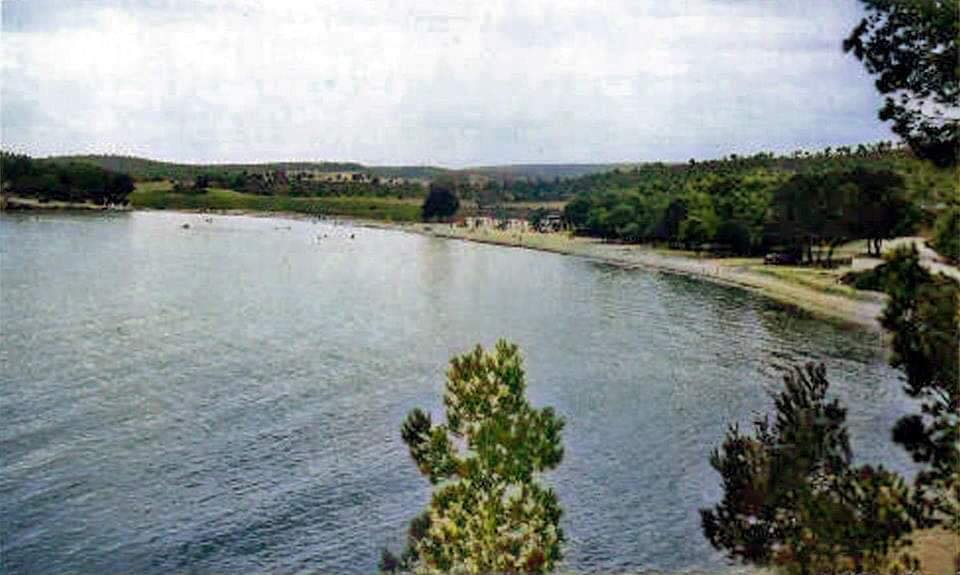
Playa central de Palmanova, conocida como Na Nadala, antes del comienzo del boom turístico y la destrucción del litoral.

En 1961, mediante un estudio llevado a cabo por Menéndez Amor y Florschutz, el taxón predominante de la zona consistía en el pino carrasco (pinus halepensis), y una pequeña parte de roble (Quercus), así como una minúscula parte de ejemplares de avellanos (Corylus).
Respecto a la fauna no arbórea se encontraban ejemplares de gramíneas y de quenopodiacias. Es también una zona que contiene ejemplares de ciempiés doméstico, de la variedad Scutigera coleoptrata, que se alimentan de moscas, arañas y varios insectos, y son inofensivos para los humanos.

## Bienestar social

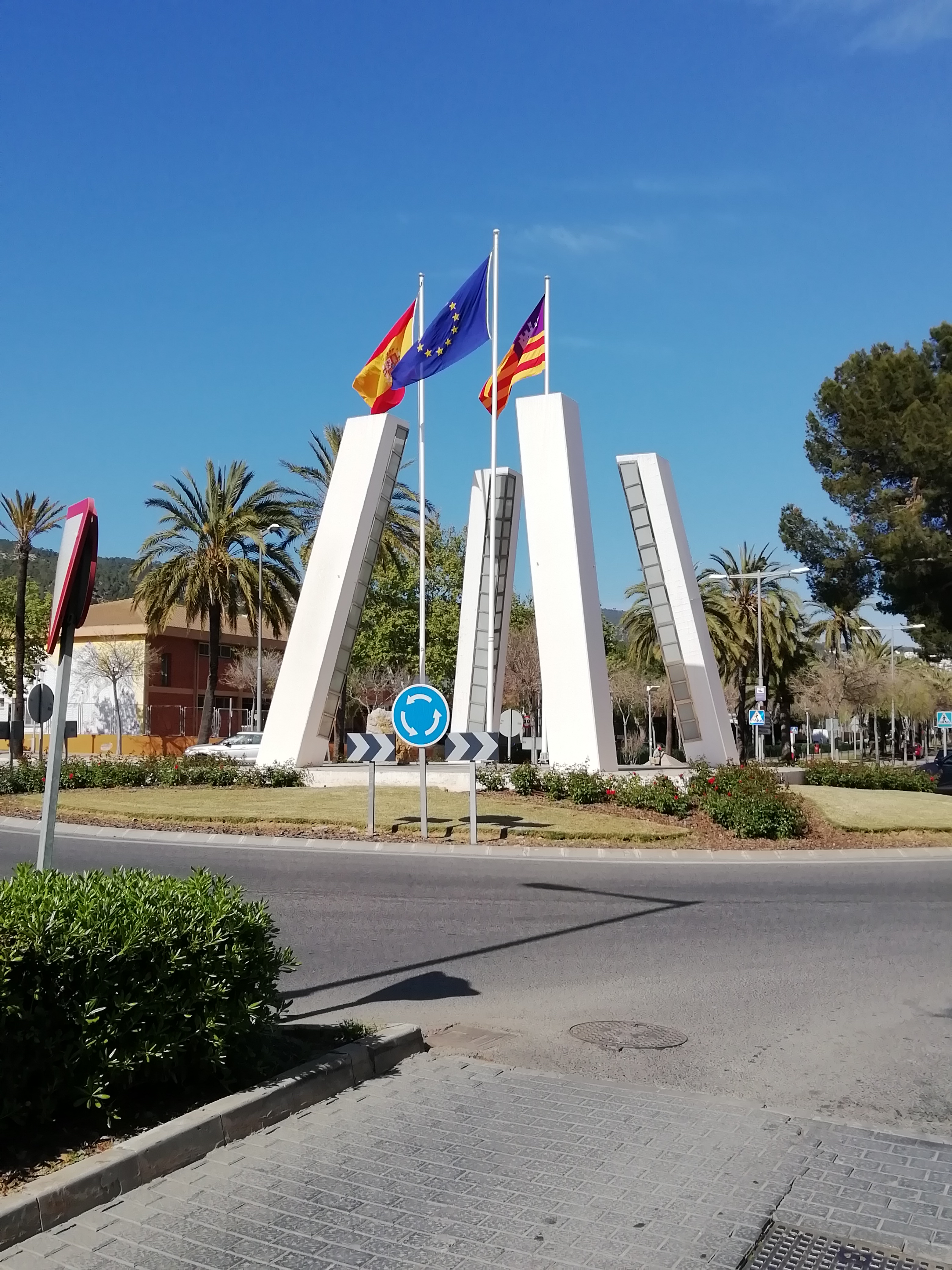
Banderas a la entrada de Palmanova.

### Educación
Palmanova cuenta con un colegio público de educación infantil y primaria, el llamado CEIP Jaume I.
Cuenta también con una iglesia parroquial, la conocida como San Lorenzo.

### Sanidad
Palmanova cuenta con un centro de salud. Asimismo, en temporada alta, dada la demanda, existen varios centros privados que atienden urgencias las 24 h, incluidas visitas a domicilio, principalmente a los hoteles, por lo que suelen ser médicos que hablan varios idiomas. Existen también varias farmacias, una óptica y un centro de reconocimiento médico para el carné de conducir.

### Deportes
En el ámbito de los deportes, Palmanova cuenta con una zona deportiva, un campo de rugby, una piscina y un parque de calistenia.
Cada año, durante el mes de septiembre, se celebra en las tres playas de Palmanova el campeonato del Circuito Mundial de Voleibol de Playa, que es el mayor torneo internacional de voleibol de playa amateur del mundo, con la participación de más de 2000 jugadores de 35 nacionalidades.

### Seguridad
Está operativo el sistema de Emergencias 112, que atiende cualquier situación de urgencia. La Seguridad Ciudadana está a cargo de la Guardia Civil, que cuenta con un Servicio de Atención al Turista Extranjero, y también se encarga de la seguridad la policía local. La playa cuenta con socorristas y con unidades de protección civil.